# Otomys occidentalis
Otomys occidentalis é uma espécie de roedor da família Muridae.
Pode ser encontrada nos seguintes países: Camarões e Nigéria.
Os seus habitats naturais são: campos rupestres subtropicais ou tropicais e pântanos.
Está ameaçada por perda de habitat.